# Pycnophyidae
Pycnophyidae là một họ của ngành Kinorhyncha trong lớp Allomalorhagida.

## Chi
Các chi được đề xuất:
- Cristaphyes Sánchez, Yamasaki, Pardos, Sørensen & Martínez, 2016
- Fujuriphyes Sánchez, Yamasaki, Pardos, Sørensen & Martínez, 2016
- Higginsium Sánchez, Yamasaki, Pardos, Sørensen & Martínez, 2016
- Kinorhynchus Sheremetevskij, 1974
- Krakenella Sánchez, Yamasaki, Pardos, Sørensen & Martínez, 2016
- Leiocanthus Sánchez, Yamasaki, Pardos, Sørensen & Martínez, 2016
- Pycnophyes Zelinka, 1907
- Setaphyes Sánchez, Yamasaki, Pardos, Sørensen & Martínez, 2016